# Hudson Falls
Hudson Falls és una població dels Estats Units a l'estat de Nova York. Segons el cens del 2000 tenia 6.927 habitants.

## Demografia
Segons el cens del 2000, Hudson Falls tenia 6.927 habitants, 2.876 habitatges, i 1.760 famílies. La densitat de població era de 1.453,5 habitants/km².
Dels 2.876 habitatges en un 31,4% hi vivien nens de menys de 18 anys, en un 40,7% hi vivien parelles casades, en un 15,5% dones solteres, i en un 38,8% no eren unitats familiars. En el 32% dels habitatges hi vivien persones soles el 13,7% de les quals corresponia a persones de 65 anys o més que vivien soles. El nombre mitjà de persones vivint en cada habitatge era de 2,37 i el nombre mitjà de persones que vivien en cada família era de 2,95.
Per edats la població es repartia de la següent manera: un 25,2% tenia menys de 18 anys, un 8,9% entre 18 i 24, un 30,6% entre 25 i 44, un 20,6% de 45 a 60 i un 14,6% 65 anys o més.
L'edat mediana era de 36 anys. Per cada 100 dones de 18 o més anys hi havia 83,8 homes.
La renda mediana per habitatge era de 31.516 $ i la renda mediana per família de 37.628 $. Els homes tenien una renda mediana de 31.107 $ mentre que les dones 21.215 $. La renda per capita de la població era de 17.575 $. Entorn del 12,8% de les famílies i el 17,2% de la població estaven per davall del llindar de pobresa.